# Фриц Махлуп
Фриц Ма̀хлуп (на немски: Fritz Machlup) е австрийско-американски икономист от Австрийската школа.
Роден е на 15 декември 1902 година във Винер Нойщат в еврейско семейство на собственик на фабрики за картон. През 1923 година завършва икономика във Виенския университет с дисертация, ръководена от Лудвиг фон Мизес. През 1933 година емигрира в Съединените щати, където работи в Университета в Бъфало (1935 – 1947), Университета „Джонс Хопкинс“ (1947 – 1959) и Принстънския университет (1960 – 1983). Изследванията му са в областта на международната монетарна икономика, като освен това е и сред създателите на концепцията за икономика на знанието, издавайки поредица трудове в тази област.
Фриц Махлуп умира на 30 януари 1983 година в Принстън.